# Ричмонд-Хилл (Крайстчерч)
Ричмонд-Хилл (англ. Richmond Hill) — пригород Крайстчерча на Южном острове Новой Зеландии. Пригород расположен на возвышенности, к западу от пригорода Самнер.

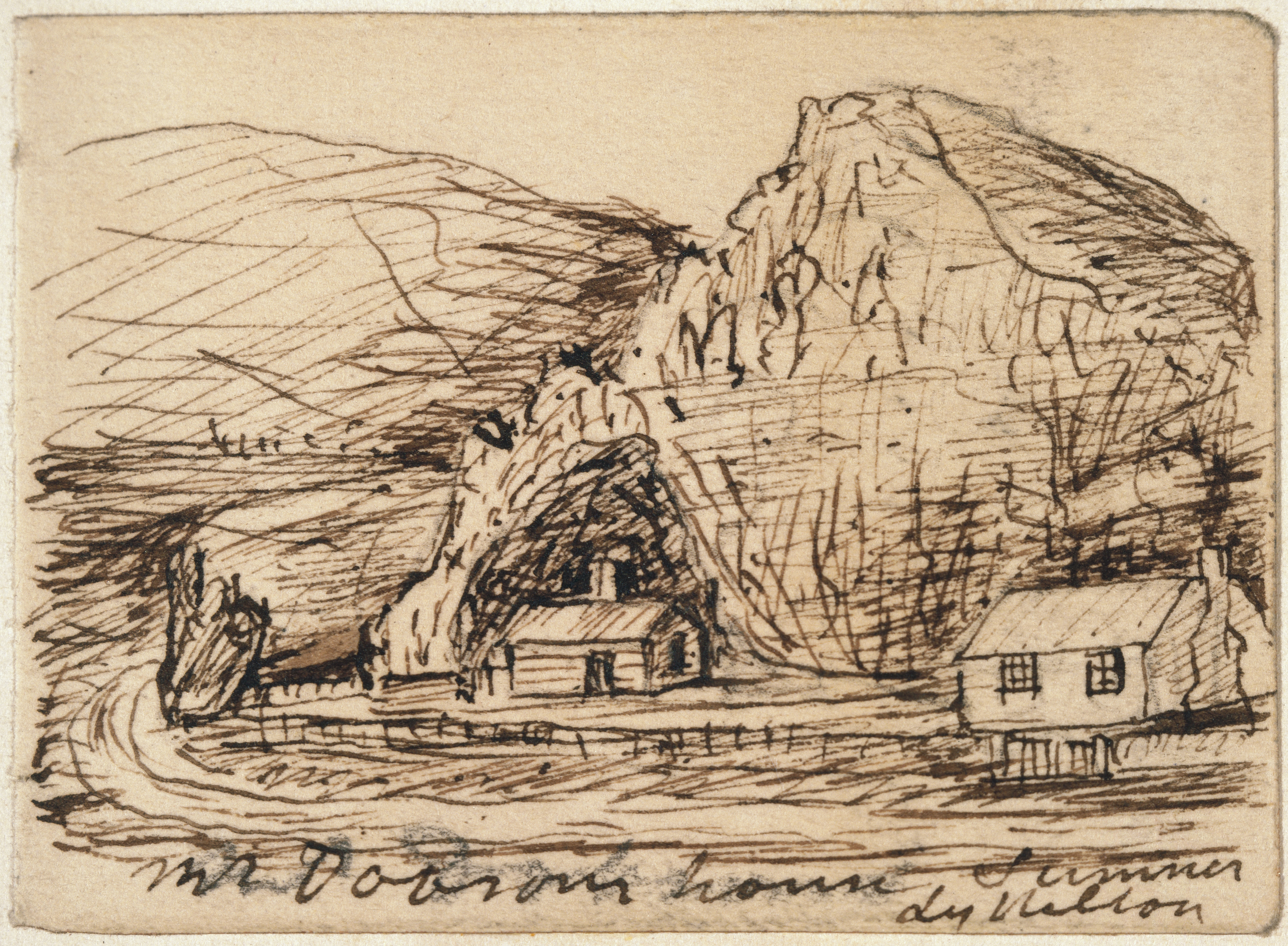
Два небольших здания в Самнере, одно из которых принадлежало Добсону и находилось на Нейланд-стрит (Nayland Street), карандашный набросок, 1865 год

Ричмонд-Хилл расположен на вулканическом отроге горы Маунт-Плезант. Первым европейцем, поселившимся здесь, был Эдвард Добсон. Он построил коттедж на Нейланд-стрит (англ. Nayland Street) и арендовал 20 гектар земли вверх по холму. Впоследствии Добсон оставил себе 2 акра земли (0,81 га) около дома, а остальную землю продал Джорджу Дею (англ. George Day). После смерти Дея земля перешла по наследству к его дочери, которая продала её братьям Мортон (Артуру и Ричарду), которые, в свою очередь, перепродали её Джорджу Хемфрису (англ. George Humphreys). Он провёл межевание земли и к 1909 году построил дорогу, идущую вверх по холму. Уолтер де Тир (англ. Walter de Thier был управляющим на ферме Хемфриса и его любимой песней была «Возлюбленная из Ричмонд-Хилл». С его подачи Хемфрис разрешил назвать эти земли «Ричмонд-Хилл».
Хемфрис был успешным бизнесменом и жил в имении Дарсбери в Фендалтоне. Он также был членом гольф-клуба Крайстчерча и однажды сжалился над группой мужчин, которые регулярно встречались в Самнере на пустыре для импровизированной игры в гольф и использовали хоккейные клюшки, теннисные мячи и жестяные банки, закопанные в грунт, в качестве лунок. Хемфрис предложил им 16 гектар из своих холмистых земель, на которых в апреле 1910 года было построено поле для гольфа на 12 лунок (англ. Richmond Hill Golf Course).
Из-за крутизны холмов и дороги, ведущей от Нейланд-стрит, Ричмонд-Хилл развивался достаточно медленно. К 1930 году здесь было построено всего десять жилых домов, а активное строительство началось только после окончания Второй мировой войны. Одним из первых жителей этого пригорода был архитектор Сесил Вуд. В декабре 1997 года поле для гольфа было закрыто, а земля была использована для других нужд.